# 墨田区立第一吾嬬小学校
墨田区立第一吾嬬小学校（すみだくりつだいいちあずましょうがっこう）は、東京都墨田区にあった小学校。
2008年に墨田区立立花小学校と統合し閉校、校舎は墨田区立立花吾嬬の森小学校となる。

## 沿革
- 1891年、南葛飾郡吾妻村大字小村井に吾嬬村立尋常小学校として開設。4年生までの尋常科として発足。ちなみに、この時の校舎にはもともと1887年に城所景定が開設した私塾「吾嬬学館」があった。
- 1893年、第一吾嬬尋常小学校と改称。
- 1902年、高等科を併設。
- 1912年、第一吾嬬実業補習学校を付設。
- 1913年、大字葛西川への移転開始。1915年に移転完了。
- 1918年、第一吾嬬尋常夜学級を付設。
- 1927年、第四吾嬬尋常小学校が分離・新設される。
- 1930年、高等科を第一吾嬬尋常高等小学校として分離。
- 1932年、東京市第一吾嬬尋常小学校に改称。
- 1933年、在籍児童数が本校史上最大の2904名となる。
- 1934年、本校より中川尋常小学校が分離・新設。
- 1939年、橘尋常小学校が新設され、本校から教職員と生徒が移る。
- 1941年、東京府東京市第一吾嬬国民学校に改称。校旗ならびに校歌を制定する。
- 1943年、東京都第一吾嬬国民学校に改称。
- 1945年、東京大空襲により校舎、施設等が全焼。疎開せずに残留していた児童は第四吾嬬国民学校の教室で授業を受ける。
- 1946年、立花国民学校、請地国民学校、中川国民学校が廃校となったため学区域が拡大する。
- 1947年、現在地に移転。
- 1948年、墨田区立第一吾嬬小学校に改称。全学年で二部授業を行う。
- 1951年、中川小学校が新設され、本校から教職員と児童が移る。新校歌制定。
- 1956年、東吾嬬小学校と西吾嬬小学校が新設され、本校から教職員と児童が移る。二部授業が解消される。
- 1974年、本校の南隣に立花団地ができ、それに伴い立花小学校が新設、本校から教職員と児童が移る。
- 2006年、立花小学校との統合計画が策定される。2007年度をもって第一吾嬬、立花両校を廃止し、2008年度に新校を設立。
- 2008年、閉校。新たに墨田区立立花吾嬬の森小学校として開校。

## 最寄り駅
- 東武亀戸線東あずま駅